# Escorxador núm. 5
Escorxador núm. 5 (títol original: Slaughterhouse-Five) és una pel·lícula de 1972, dirigida per George Roy Hill segons la novel·la de Kurt Vonnegut Escorxador-5 (títol original: Slaughterhouse Five or the Children's Crusade), i doblada al català

## Argument
Adaptació d'una novel·la de Kurt Vonnegut, la intriga de la qual es pot resumir així: un antic soldat estatunidenc, supervivent dels bombardejos de Dresde el 1945, es refugia en els seus records, ja que té el do de viatjar en el temps.

## Repartiment
- Michael Sacks
- Ron Leibman
- Valerie Perrine
- Eugene Roche

## Premis i nominacions

### Premis
- 1972. Gran Premi del Jurat al Festival de Canes

### Nominacions
- 1972. Palma d'Or
- 1973. Globus d'Or a la millor promesa masculina per Michael Sacks

## Música
- Música de la pel·lícula composta per Glenn Gould (1932-1982).
- Durant deu setmanes Glenn Gould es posa a disposició de l'estudi Universal sota l'ègida del director George Roy Hill per a la part musical de la pel·lícula.
- La versió final de la pel·lícula implica menys de quinze minuts de música de Bach, la major part simplement repicada de les gravacions de Gould per a Columbia.
- El moviment lent del Concert per a teclat en fa menor de Bach esdevé el tema. Variacions Goldberg: La 25a Variació en sòl menor, subratlla l'encanteri de les imatges de Dresde.
- El final del concert per a teclat en re major, amb Gould al piano acompanya l'escena de l'estació, el concert de Brandebourgs núm. 4 en sòl major serveix de fons sonor en la marxa i per fer el pont entre les dues obres, Gould compon una enginyosa cadència al clavicèmbal. La cadència comença en el moment en què els soldats surten de l'estació sota el cartell «Dresden» i, diverses vegades a la pel·lícula, Gould utilitza el clavicèmbal com a metàfora musical de la ciutat històrica. Grava aquesta seqüència sota la supervisió d'Andrew Kazdin, a Nova York, i dirigeix a partir del clavicèmbal músics del New York Philharmonic.